# Liste der Gemeinden im Landkreis Dachau

Überblick über den Landkreis Dachau

Die Liste der Gemeinden im Landkreis Dachau gibt einen Überblick über die 17 kleinsten Verwaltungseinheiten des Landkreises. Von den Gemeinden sind zwei Märkte. Außer der Großen Kreisstadt Dachau, die eine Mittelstadt ist, gibt es keine weitere Stadt im Landkreis. Drei Gemeinden (Odelzhausen, Pfaffenhofen a.d.Glonn und Sulzemoos) hatten sich von 1978 bis zu deren Auflösung 2016 zu einer Verwaltungsgemeinschaft zusammengeschlossen. Die 1978 gegründete Verwaltungsgemeinschaft von Vierkirchen und Weichs wurde bereits 1980 aufgelöst.
1939 wurde das Bezirksamt, wie alle anderen Bezirksämter in Landkreis umbenannt. In seiner jetzigen Form bildete sich der Landkreis nach der bayerischen Gebietsreform im Jahr 1972 heraus. Dabei kamen einige Gemeinden der Nachbarlandkreise Friedberg Aichach und Fürstenfeldbruck zum Kreisgebiet hinzu, die Gemeinde Fahrenzhausen wurde abgetrennt und dem Landkreis Freising zugeschlagen. Die in der Tabelle mit 1972 gekennzeichneten Gemeinden wurden aufgelöst und anderen Gemeinden zugeordnet. Im Wesentlichen wurde der Landkreis westlicher ausgerichtet und bezieht nun auch Teile des bisherigen Bezirks Schwaben und des historischen Wittelsbacher Landes ein.
Die heutige Gemeindegliederung war im Jahr 1979 abgeschlossen. Bei den Teilorten der Gemeinden ist das Jahr vermerkt, in dem diese der Gemeinde beitraten.

## Beschreibung
Der Landkreis hat eine Gesamtfläche von 578,96 km2. Die größte Fläche innerhalb des Landkreises besitzt der Markt Altomünster mit 75,79 km2. Es folgen die Märkte Markt Indersdorf mit 68,6 km2 und die Gemeinde Bergkirchen mit 59,99 km2. Weitere sechs Gemeinden haben eine Fläche von über 30 km2, darunter die Stadt Dachau. Vier Gemeinden haben eine Fläche die größer ist als 20 km2 und vier Gemeinden sind über 10 km2 groß. Die kleinsten Flächen haben die Gemeinden Sulzemoos mit 19,04 km2, Weichs mit 18,72 km2 und Karlsfeld mit 15,55 km2.
Den größten Anteil an der Bevölkerung des Landkreises von 151.925 Einwohnern hat die Große Kreisstadt Dachau mit 46.256, gefolgt von der Gemeinde  Karlsfeld mit 21.292 und Markt Indersdorf mit 10.002. Zwei Gemeinden haben eine Bevölkerung von über 7.000 Einwohnern, drei eine von über 6.000, zwei eine von über 5.000, drei eine von über 4.000, und zwei Gemeinden haben eine Bevölkerung von über 3.000 Einwohnern. Je eine Gemeinde hat über 2.000 bzw. 1.000 Bewohner. Die wenigsten Einwohner haben Weichs mit 3564, Sulzemoos mit 2831 und Pfaffenhofen a.d.Glonn mit 2286.
Der gesamte Landkreis Dachau hat eine Bevölkerungsdichte von 262 Einwohnern pro km2. Die größte Bevölkerungsdichte innerhalb des Kreises haben die Stadt Dachau mit 1.327 Einwohnern pro km2, und die Gemeinde Karlsfeld mit 1.369. Außer in der Stadt Dachau und in Karlsfeld ist die Einwohnerdichte überall niedriger als der Landkreisdurchschnitt. In drei Gemeinden liegt die Einwohnerdichte bei bzw. über 200, in zehn Gemeinden über 100 und in zwei Gemeinden unter 100. Die geringste Einwohnerdichte weisen Hilgertshausen-Tandern mit 116, Altomünster mit 102 und Pfaffenhofen a.d.Glonn mit 109 auf.

## Legende
- Gemeinde: Name der Gemeinde beziehungsweise Stadt
- Teilorte: Aufgezählt werden die ehemals selbständigen Gemeinden der Verwaltungseinheit[1]. Dazu ist – wenn bekannt – das Jahr der Eingemeindung angegeben.
- VG: Zeigt die Zugehörigkeit zu der Verwaltungsgemeinschaft Odelzhausen (VG Odelzhausen)
- Wappen: Wappen der Gemeinde beziehungsweise Stadt
- Karte: Zeigt die Lage der Gemeinde beziehungsweise Stadt im Landkreis Dachau
- Fläche: Fläche der Stadt beziehungsweise Gemeinde, angegeben in Quadratkilometer
- Einwohner: Zahl der Menschen die in der Gemeinde beziehungsweise Stadt leben (Stand: 31. Dezember 2023[2])
- EW-Dichte: Angegeben ist die Einwohnerdichte, gerechnet auf die Fläche der Verwaltungseinheit, angegeben in Einwohner pro km2 (Stand: 31. Dezember 2023[3])
- Höhe: Höhe der namensgebenden Ortschaft beziehungsweise Stadt in Meter über Normalnull[4]
- Bild: Bild aus der jeweiligen Gemeinde beziehungsweise Stadt

## Gemeinden
| Gemeinde | Teilorte | VG               | Wappen                                        | Karte                                                           | Fläche | Einwohner | EW- Dichte | Höhe | Bild                                                               |
| --- | --- | ---------------- | --------------------------------------------- | --------------------------------------------------------------- | ------ | --------- | ---------- | ---- | ------------------------------------------------------------------ |
| Landkreis Dachau | |                  | Wappen des Landkreises Dachau                 | Der Landkreis Dachau in Bayern                                  | 578,96 | 151,925   | 262        |      | Das Dachauer Moos – ein beliebtes Motiv der Dachauer Künstlergilde |
| Altomünster (Markt) (gehörte vor der Gebietsreform zum Landkreis Aichach, mit Ausnahme von Pipinsried, das zum Landkreis Dachau gehörte)       | Altomünster Hohenzell (1978) Kiemertshofen (1977) Oberzeitlbach (1976) Pipinsried (1978, gehörte zum Landkreis Dachau) Randelsried (1976) Stumpfenbach (1972) Thalhausen (1978) Wollomoos (1978) |                  | Wappen der Gemeinde Altomünster               | Lage der Gemeinde Altomünster im Landkreis Dachau               | 75,79  | 7.761     | 102        | 509  | Altomünster, Pfarr- und Klosterkirche St. Alto und St. Brigitta    |
| Bergkirchen (vor der Gebietsreform Landkreis Dachau)                                                                                           | Bergkirchen Eisolzried (1978) Feldgeding (1978) Günding (1978) Kreuzholzhausen (1978) Lauterbach (1978) Oberbachern (1978)                                                                       |                  | Wappen der Gemeinde Bergkirchen               | Lage der Gemeinde Bergkirchen im Landkreis Dachau               | 59,99  | 7.466     | 124        | 521  | Bergkirchen – Kirche St. Johann-Baptist                            |
| Große Kreisstadt Dachau (vor der Gebietsreform Landkreis Dachau)                                                                               | Dachau Augustenfeld (1939, Teile an Karlsfeld) Etzenhausen (1939) Pellheim (1972) |                  | Wappen der Stadt Dachau                       | Lage der Stadt Dachau im Landkreis Dachau                       | 34,85  | 46,256    | 1.327      | 500  | Schloss Dachau                                                     |
| Erdweg (neu gebildet, gehörte vor der Gebietsreform teils zum Landkreis Dachau, teils zum Landkreis Aichach)                                   | Erdweg Eisenhofen (1972) Großberghofen (1972) Unterweikertshofen (1972) Welshofen (1972) Kleinberghofen (1972, gehörte vor der Gebietsreform zum Landkreis Aichach)                              |                  | Wappen der Gemeinde Erdweg                    | Lage der Gemeinde Erdweg im Landkreis Dachau                    | 36,03  | 6.189     | 172        | 500  | Petersberg-Basilika                                                |
| Haimhausen (vor der Gebietsreform Landkreis Dachau)                                                                                            | Haimhausen Amperpettenbach (1972) |                  | Wappen der Gemeinde Haimhausen                | Lage der Gemeinde Haimhausen im Landkreis Dachau                | 26,73  | 5.695     | 213        | 487  | Schloss Haimhausen                                                 |
| Hebertshausen (vor der Gebietsreform Landkreis Dachau)                                                                                         | Hebertshausen Ampermoching (1972) Prittlbach (1972) Unterweilbach (1972) |                  | Wappen der Gemeinde Hebertshausen             | Lage der Gemeinde Hebertshausen im Landkreis Dachau             | 29,6   | 5.923     | 200        | 489  | Landschaft bei Hebertshausen                                       |
| Hilgertshausen-Tandern (gehörte vor der Gebietsreform zum Landkreis Aichach)                                                                   | Hilgertshausen, Tandern (1978) |                  | Wappen der Gemeinde Hilgertshausen-Tandern    | Lage der Gemeinde Hilgertshausen-Tandern im Landkreis Dachau    | 28,64  | 3.335     | 116        | 507  |                                                                    |
| Karlsfeld (vor der Gebietsreform Landkreis Dachau)                                                                                             | Karlsfeld (1939 aus Teilen von Augustenfeld gebildet) |                  | Wappen der Gemeinde Karlsfeld                 | Lage der Gemeinde Karlsfeld im Landkreis Dachau                 | 15,55  | 21,292    | 1.369      | 491  | Karlsfelder See                                                    |
| Markt Indersdorf (Markt) (vor der Gebietsreform Landkreis Dachau)                                                                              | Markt Indersdorf Ainhofen (1972) Eichhofen (1971) Frauenhofen (1971) Glonn (1972) Hirtlbach (1972) Langenpettenbach (1972) Niederroth (1978) Ried (1971) Westerholzhausen (1971)                 |                  | Wappen der Gemeinde Markt Indersdorf          | Lage der Gemeinde Markt Indersdorf im Landkreis Dachau          | 68,6   | 10,002    | 146        | 471  | Kloster Indersdorf                                                 |
| Odelzhausen (gehörte vor der Gebietsreform teils zum Landkreis Dachau, teils zum Landkreis Friedberg und teils zum Landkreis Fürstenfeldbruck) | Odelzhausen Ebertshausen (1972, gehörte zum Landkreis Fürstenfeldbruck) Höfa (1978, gehörte zum Landkreis Friedberg) Sittenbach (1976, gehörte zum Landkreis Friedberg) Taxa (1971)              | VG Odelz- hausen | Wappen der Gemeinde Odelzhausen               | Lage der Gemeinde Odelzhausen im Landkreis Dachau               | 30,48  | 5.554     | 182        | 499  | Odelzhausen, Pfarrkirche St. Benedikt                              |
| Petershausen (vor der Gebietsreform Landkreis Dachau)                                                                                          | Petershausen Asbach (1978) Kollbach (1978) Obermarbach (1972) |                  | Wappen der Gemeinde Petershausen              | Lage der Gemeinde Petershausen im Landkreis Dachau              | 32,82  | 6.379     | 194        | 460  | Hohle Linde Obermarbach Ostansicht                                 |
| Pfaffenhofen a.d.Glonn (gehörte vor der Gebietsreform zum Landkreis Friedberg)                                                                 | Pfaffenhofen a.d.Glonn Unterumbach (1975) Weitenried (1975) | VG Odelz- hausen | Wappen der Gemeinde Pfaffenhofen an der Glonn | Lage der Gemeinde Pfaffenhofen an der Glonn im Landkreis Dachau | 20,9   | 2.286     | 109        | 504  |                                                                    |
| Röhrmoos (vor der Gebietsreform Landkreis Dachau)                                                                                              | Röhrmoos Biberbach (1978) Großinzemoos (1972) Schönbrunn (1978) Sigmertshausen (1978) |                  | Wappen der Gemeinde Röhrmoos                  | Lage der Gemeinde Röhrmoos im Landkreis Dachau                  | 31,74  | 6.483     | 204        | 505  | Röhrmoos, Mariabrunn                                               |
| Schwabhausen (vor der Gebietsreform Landkreis Dachau)                                                                                          | Schwabhausen Arnbach (1972) Oberroth (1971) Puchschlagen (1972) Rumeltshausen (1971) |                  | Wappen der Gemeinde Schwabhausen              | Lage der Gemeinde Schwabhausen im Landkreis Dachau              | 30,23  | 6.288     | 208        | 493  | Schwabhausen, Rathaus                                              |
| Sulzemoos (vor der Gebietsreform Landkreis Dachau)                                                                                             | Sulzemoos Einsbach (1978) Wiedenzhausen (1978) | VG Odelz- hausen | Wappen der Gemeinde Sulzemoos                 | Lage der Gemeinde Sulzemoos im Landkreis Dachau                 | 19,04  | 2.831     | 149        | 504  | Schloss Sulzemoos                                                  |
| Vierkirchen (vor der Gebietsreform Landkreis Dachau)                                                                                           | Vierkirchen Giebing (1972) Pasenbach (1971) Ortsteile Milbertshofen und Wiedenhöfe der Gemeinde Biberbach (1978)                                                                                 |                  | Wappen der Gemeinde Vierkirchen               | Lage der Gemeinde Vierkirchen im Landkreis Dachau               | 19,39  | 4.621     | 238        | 490  |                                                                    |
| Weichs (vor der Gebietsreform Landkreis Dachau)                                                                                                | Weichs |                  | Wappen der Gemeinde Weichs                    | Lage der Gemeinde Weichs im Landkreis Dachau                    | 18,72  | 3.564     | 190        | 468  | Pfarrkirche St. Martin, Weichs – Hochaltar                         |